# Papuacola albisigillata
Papuacola albisigillata är en fjärilsart som beskrevs av W. Warren 1903. Papuacola albisigillata ingår i släktet Papuacola och familjen nattflyn. Inga underarter finns listade i Catalogue of Life.